# 萬尼希河
50°14′10″N 10°14′18″E / 50.23611°N 10.23833°E
萬尼希河是德國的河流，位於該國東南部，由巴伐利亞負責管轄，屬於巴特基辛根縣的右支流，河道全長9.1公里，流域面積46.2平方公里，河口處在馬斯巴赫。